# Syloson
Syloson was de satraap van Samos rond 500 v.Chr.
Hij was de Broer van de tiran Polycrates van Samos. Nadat Polycratus was vermoord, viel Samos in handen van de Perzen. Syloson, wist zich daarna door de Perzische koning Darius tot satraap van Samos te laten benoemen. Volgens Herodotus deed Darius dit uit dankbaarheid, omdat Syloson hem ooit bij een toevallige ontmoeting in Egypte een mantel had geschonken, nog voordat Darius koning werd.